# Plano (Illinois)
 (juillet 2018).
Si vous disposez d'ouvrages ou d'articles de référence ou si vous connaissez des sites web de qualité traitant du thème abordé ici, merci de compléter l'article en donnant les références utiles à sa vérifiabilité et en les liant à la section « Notes et références ».
Plano est une ville américaine du comté de Kendall en Illinois. Au recensement de 2010, Plano compte 10 856 habitants.

## Histoire
La ville est le foyer de la Plano Harvester Company à la fin du XIXe siècle, ainsi que de la Plano Molding Company plus récemment.
En 2011, son centre-ville est utilisé comme décor pour le film d'action de Zack Snyder Man of Steel.